# Germarostes nitens
Germarostes nitens is een keversoort uit de familie Hybosoridae. De wetenschappelijke naam van de soort is voor het eerst geldig gepubliceerd in 1839 door Guérin-Méneville.